# 1924年
1924年（1924 ねん）は、西暦（グレゴリオ暦）による、火曜日から始まる閏年。大正13年。

## 他の紀年法
- 干支：甲子
- 日本（月日は一致）
  - 大正13年
  - 皇紀2584年
- 中国（月日は一致）
  - 中華民国13年
- 朝鮮（月日は一致）
  - 檀紀4257年
  - 主体13年
- 阮朝（ベトナム）
  - 啓定8年11月25日 - 啓定9年12月6日
- モンゴル国
  - 共戴13年11月25日 - 共戴14年6月8日
  - モンゴル（人民共和）国14年6月9日 - 12月6日
- 仏滅紀元：2466年 - 2467年
- イスラム暦：1342年5月23日 - 1343年6月4日
- ユダヤ暦：5684年4月24日 - 5685年4月4日
- 世界創造紀元 : 7432年
- 修正ユリウス日(MJD)：23785 - 24150
- リリウス日(LD)：124626 - 124991

※檀紀は、大韓民国で1948年に法的根拠を与えられたが、1962年からは公式な場では使用されていない。

※主体暦は、朝鮮民主主義人民共和国で1997年に制定された。

## カレンダー
| 1月 |    |    |    |    |    |    |
| 日  | 月 | 火 | 水 | 木 | 金 | 土 |
|     |    | 1  | 2  | 3  | 4  | 5  |
| 6   | 7  | 8  | 9  | 10 | 11 | 12 |
| 13  | 14 | 15 | 16 | 17 | 18 | 19 |
| 20  | 21 | 22 | 23 | 24 | 25 | 26 |
| 27  | 28 | 29 | 30 | 31 |    |    |
|     |    |    |    |    |    |    |

| 2月 |    |    |    |    |    |    |
| 日  | 月 | 火 | 水 | 木 | 金 | 土 |
|     |    |    |    |    | 1  | 2  |
| 3   | 4  | 5  | 6  | 7  | 8  | 9  |
| 10  | 11 | 12 | 13 | 14 | 15 | 16 |
| 17  | 18 | 19 | 20 | 21 | 22 | 23 |
| 24  | 25 | 26 | 27 | 28 | 29 |    |
|     |    |    |    |    |    |    |

| 3月 |    |    |    |    |    |    |
| 日  | 月 | 火 | 水 | 木 | 金 | 土 |
|     |    |    |    |    |    | 1  |
| 2   | 3  | 4  | 5  | 6  | 7  | 8  |
| 9   | 10 | 11 | 12 | 13 | 14 | 15 |
| 16  | 17 | 18 | 19 | 20 | 21 | 22 |
| 23  | 24 | 25 | 26 | 27 | 28 | 29 |
| 30  | 31 |    |    |    |    |    |
|     |    |    |    |    |    |    |

| 4月 |    |    |    |    |    |    |
| 日  | 月 | 火 | 水 | 木 | 金 | 土 |
|     |    | 1  | 2  | 3  | 4  | 5  |
| 6   | 7  | 8  | 9  | 10 | 11 | 12 |
| 13  | 14 | 15 | 16 | 17 | 18 | 19 |
| 20  | 21 | 22 | 23 | 24 | 25 | 26 |
| 27  | 28 | 29 | 30 |    |    |    |
|     |    |    |    |    |    |    |

| 5月 |    |    |    |    |    |    |
| 日  | 月 | 火 | 水 | 木 | 金 | 土 |
|     |    |    |    | 1  | 2  | 3  |
| 4   | 5  | 6  | 7  | 8  | 9  | 10 |
| 11  | 12 | 13 | 14 | 15 | 16 | 17 |
| 18  | 19 | 20 | 21 | 22 | 23 | 24 |
| 25  | 26 | 27 | 28 | 29 | 30 | 31 |
|     |    |    |    |    |    |    |

| 6月 |    |    |    |    |    |    |
| 日  | 月 | 火 | 水 | 木 | 金 | 土 |
| 1   | 2  | 3  | 4  | 5  | 6  | 7  |
| 8   | 9  | 10 | 11 | 12 | 13 | 14 |
| 15  | 16 | 17 | 18 | 19 | 20 | 21 |
| 22  | 23 | 24 | 25 | 26 | 27 | 28 |
| 29  | 30 |    |    |    |    |    |
|     |    |    |    |    |    |    |

| 7月 |    |    |    |    |    |    |
| 日  | 月 | 火 | 水 | 木 | 金 | 土 |
|     |    | 1  | 2  | 3  | 4  | 5  |
| 6   | 7  | 8  | 9  | 10 | 11 | 12 |
| 13  | 14 | 15 | 16 | 17 | 18 | 19 |
| 20  | 21 | 22 | 23 | 24 | 25 | 26 |
| 27  | 28 | 29 | 30 | 31 |    |    |
|     |    |    |    |    |    |    |

| 8月 |    |    |    |    |    |    |
| 日  | 月 | 火 | 水 | 木 | 金 | 土 |
|     |    |    |    |    | 1  | 2  |
| 3   | 4  | 5  | 6  | 7  | 8  | 9  |
| 10  | 11 | 12 | 13 | 14 | 15 | 16 |
| 17  | 18 | 19 | 20 | 21 | 22 | 23 |
| 24  | 25 | 26 | 27 | 28 | 29 | 30 |
| 31  |    |    |    |    |    |    |
|     |    |    |    |    |    |    |

| 9月 |    |    |    |    |    |    |
| 日  | 月 | 火 | 水 | 木 | 金 | 土 |
|     | 1  | 2  | 3  | 4  | 5  | 6  |
| 7   | 8  | 9  | 10 | 11 | 12 | 13 |
| 14  | 15 | 16 | 17 | 18 | 19 | 20 |
| 21  | 22 | 23 | 24 | 25 | 26 | 27 |
| 28  | 29 | 30 |    |    |    |    |
|     |    |    |    |    |    |    |

| 10月 |    |    |    |    |    |    |
| 日   | 月 | 火 | 水 | 木 | 金 | 土 |
|      |    |    | 1  | 2  | 3  | 4  |
| 5    | 6  | 7  | 8  | 9  | 10 | 11 |
| 12   | 13 | 14 | 15 | 16 | 17 | 18 |
| 19   | 20 | 21 | 22 | 23 | 24 | 25 |
| 26   | 27 | 28 | 29 | 30 | 31 |    |
|      |    |    |    |    |    |    |

| 11月 |    |    |    |    |    |    |
| 日   | 月 | 火 | 水 | 木 | 金 | 土 |
|      |    |    |    |    |    | 1  |
| 2    | 3  | 4  | 5  | 6  | 7  | 8  |
| 9    | 10 | 11 | 12 | 13 | 14 | 15 |
| 16   | 17 | 18 | 19 | 20 | 21 | 22 |
| 23   | 24 | 25 | 26 | 27 | 28 | 29 |
| 30   |    |    |    |    |    |    |
|      |    |    |    |    |    |    |

| 12月 |    |    |    |    |    |    |
| 日   | 月 | 火 | 水 | 木 | 金 | 土 |
|      | 1  | 2  | 3  | 4  | 5  | 6  |
| 7    | 8  | 9  | 10 | 11 | 12 | 13 |
| 14   | 15 | 16 | 17 | 18 | 19 | 20 |
| 21   | 22 | 23 | 24 | 25 | 26 | 27 |
| 28   | 29 | 30 | 31 |    |    |    |
|      |    |    |    |    |    |    |

## できごと

### 1月
- 1月7日 - 日本で清浦奎吾が第23代内閣総理大臣に就任
- 1月20日 - 中国国民党全国代表大会で連ソ・容共・扶助工農を採択（第一次国共合作）
- 1月22日 - イギリスでマクドナルド内閣成立（労働党が組織した最初の内閣）
- 1月25日 - 第1回冬季オリンピックとなるシャモニーオリンピックが開幕。（2月5日まで。）
- 1月26日
  - 皇太子裕仁親王（後の昭和天皇）と良子女王（後の香淳皇后）が結婚
  - ソ連ペトログラードをレニングラードに改称。
- 1月28日 - 皇太子結婚記念により東京市の上野公園・上野動物園が宮内省より市に下賜、上野恩賜公園・恩賜上野動物園となる。

### 2月
- 2月1日 - 英国がソビエト政権を承認
- 2月7日 - イタリアがソビエト政権を承認
- 2月14日 - ジョージ・ガーシュウィン『ラプソディ・イン・ブルー』初演

### 3月
- 3月3日 - トルコでカリフ制が廃止（英語版）
- 3月20日 - 谷崎潤一郎が大阪朝日新聞で『痴人の愛』の連載開始

### 4月
- 4月1日
  - 假名文字協會がカナモジカイに改称
  - 第1回選抜中等学校野球大会が開幕。
- 4月4日 - ダグラス DWCが、編成部隊による初の航空機世界一周に出発。175日をかけて、9月28日に達成する。
- 4月5日 - イタリア総選挙でファシスト党が勝利
- 4月20日 - 宮沢賢治『春と修羅』出版

### 5月
- 5月1日 - ウラジーミル・レーニン「新国家論」 邦訳。ウラジオストクで発行。
- 5月4日 - パリオリンピック開幕。
- 5月10日 - 第15回衆議院議員総選挙
- 5月26日 - 米国で排日条項を含む移民法が成立。日本人の移民が全面禁止される（排日移民法）。

### 6月
- 6月7日 - 清浦内閣総辞職
- 6月11日 - 加藤高明内閣成立
- 6月13日 - 築地小劇場開場
- 6月25日 - 第49特別議会召集

### 7月
- 7月1日 - 日本でメートル法が採用
- 7月17日 - 日本棋院設立
- 7月20日 - 国際チェス連盟設立
- 7月31日 - 阪神甲子園球場（当時の球場名は阪神電車甲子園大運動場）が竣工。日本初の大規模多目的野球場。

### 8月
- 8月1日 - 阪神甲子園球場の竣工式を開催。
- 8月6日 - トルコと外交関係樹立[1]。
- 8月16日 - ドイツ賠償問題に関するドーズ案成立

### 9月
- 9月8日 - 日本将棋連盟の前身である東京将棋連盟が設立される。
- 9月28日 - 4月4日に出発した4機のダグラス DWCが175日をかけて、編隊による初の航空機世界一周を達成する。

### 10月
- 10月1日 - 阪急甲陽線開業
- 10月3日 - ヒジャーズ王国で国王フサインが退位
- 10月12日 - 荒川放水路通水式（岩淵水門完成）
- 10月25日 - 明治神宮外苑競技場（国立霞ヶ丘競技場の前身にあたる）竣工
- 10月28日 - フランスがソビエト政権を承認
- 10月30日 - 第1回明治神宮競技大会
- 10月31日 - 西表島北北東海底火山が噴火。その後大量の軽石が漂流し、日本各地の海岸に漂着。

### 11月
- 11月3日 - 奉直戦争で奉天派軍閥の張作霖が直隷派を破る
- 11月26日 - モンゴル人民共和国成立
- 11月28日 - 孫文が神戸市で大アジア主義講演
- 財団法人東洋文庫設立
- トーマス・マン『魔の山』

### 12月
- 12月1日 - 大同洋紙店（後の国際紙パルプ商事）創立
- 12月9日 - 岩国のシロヘビが天然記念物に指定
- 12月12日 - 軍艦・関東が福井県越前海岸で坐礁・沈沒
- 12月24日 - 第50議会召集
- 12月30日 - エドウィン・ハッブルが系外銀河の発見を論文で発表。

### 日付不詳
- ホー・チ・ミン、ベトナム青年革命同志会を結成

## 誕生

### 1月
- 1月1日 - マシアス・ンゲマ、赤道ギニア初代大統領（+ 1979年）
- 1月1日 - 田口玄一、品質工学者（+ 2012年）
- 1月1日 - 石井輝男、映画監督（+ 2005年）
- 1月2日 - 河合雅雄、霊長類学者・児童文学作家（+ 2021年）
- 1月2日 - 荒木雅子、女優
- 1月8日 - 萩原寛、元プロ野球選手（+ 1997年）
- 1月9日 - セルゲイ・パラジャーノフ、映画監督（+ 1990年）
- 1月10日 - マックス・ローチ、ジャズドラマー（+ 2007年）
- 1月13日 - 小野木学、洋画家（+ 1976年）
- 1月15日 - 後藤次男、元プロ野球選手（+ 2016年[2]）
- 1月16日 - 稲葉興作、実業家、第16代日商会頭（+ 2006年）
- 1月19日 - 森幹太、俳優（+ 2000年）
- 1月23日 - ローラン・プティ、バレエダンサー・振付家（+ 2011年）
- 1月24日 - テリー・サバラス、俳優（+ 1994年）
- 1月27日 - ラウフ・デンクタシュ、北キプロス・トルコ共和国初代大統領（+ 2012年）
- 1月28日 - 菊池章子、歌手（+ 2002年）
- 1月29日 - 神沢利子、児童文学作家
- 1月29日 - ピーター・ヴォーコス、美術家（+ 2002年）
- 1月30日 - ロイド・アリグザンダー、児童文学・ファンタジー作家（+ 2007年）
- 1月30日 - 長船騏郎、全日本アマチュア野球連盟会長（+ 2007年）

### 2月
- 2月3日 - 伊藤栄樹、検事総長（+ 1988年）
- 2月3日 - エドワード・P・トムスン、歴史家・社会主義思想家（+ 1993年）
- 2月3日 - 石本美由起、作詞家（+ 2009年）
- 2月5日 - 内田良平、俳優（+ 1984年）
- 2月6日 - 味村治、日本の内閣法制局長官（+ 2003年）
- 2月6日 - ビリー・ライト、元サッカー選手・指導者（+ 1994年）
- 2月6日 - サミー・ネスティコ、作曲家、編曲家 （+ 2021年）
- 2月8日 - 久米明、俳優・声優（+ 2020年）
- 2月8日 - 荒木健治、元プロ野球選手 （+ 没年不明）
- 2月8日 - カムタイ・シーパンドーン、ラオス人民民主共和国第2代首相（+ 2025年）
- 2月12日 - 村田敬次郎、元衆議院議員（+ 2003年）
- 2月12日 - 竹村元雄、元プロ野球選手
- 2月16日 - 平泉洸、歴史学者（+ 1995年）
- 2月17日 - 岡本喜八、映画監督（+ 2005年）
- 2月18日 - 越路吹雪、女優・歌手（+ 1980年）
- 2月18日 - 陳舜臣、小説家（+ 2015年）
- 2月19日 - 長崎源之助、児童文学作家（+ 2011年）
- 2月19日 - リー・マーヴィン、俳優（+ 1987年）
- 2月20日 - 大谷幸夫、建築家（+ 2013年）
- 2月21日 - 石田五郎、天文学者（+ 1992年）
- 2月21日 - ロバート・ムガベ、ジンバブエ第2代大統領（+ 2019年）
- 2月24日 - 高野裕良、元プロ野球選手（+ 2013年）
- 2月24日 - 淡島千景、女優（+ 2012年）
- 2月25日 - 黒岩重吾、小説家（+ 2003年）
- 2月26日 - 竹下登、政治家・第74代内閣総理大臣（+ 2000年）
- 2月28日 - 左藤恵、政治家（+ 2021年）
- 2月29日 - アル・ローゼン、野球選手 (三塁手)（+ 2015年）

### 3月
- 3月1日 - 江川晴、看護師・小説家
- 3月2日 - 岡田茂、映画プロデューサー・実業家・東映会長（+ 2011年）
- 3月2日 - カル・エイブラムス、野球選手 (外野手)（+ 1997年）
- 3月3日 - 村山富市、政治家・第81代内閣総理大臣
- 3月3日 - いぬいとみこ、児童文学作家（+ 2002年）
- 3月4日 - 友松康雄、教育者 （+ 没年不明）
- 3月7日 - 安部公房、小説家（+ 1993年）
- 3月7日 - エドゥアルド・パオロッツィ、彫刻家・美術家（+ 2005年）
- 3月8日 - 三村勲、元プロ野球選手（+ 2010年）
- 3月12日 - 黒木ひかる、女優（+ 2004年）
- 3月13日 - 滝口康彦、時代小説家（+ 2004年）
- 3月14日 - 赤木春恵、女優（+ 2018年[3]）
- 3月14日 - 南利明、コメディアン（+ 1995年）
- 3月15日 - 千野敏子[4]、教育者（+ 1946年）
- 3月16日 - 石井藤吉郎、元野球選手（+ 1999年）
- 3月16日 - ガストン・ネサン、生物学者（+ 2018年）
- 3月17日 - 三重野康、第26代日本銀行総裁（+ 2012年）
- 3月19日 - 磯貝碧蹄館、書家、詩人（+ 2013年[5]）
- 3月21日 - 伊藤宗一郎、政治家（+ 2001年）
- 3月21日 - オーティス・スパン、ブルース・ピアニスト（+ 1970年）
- 3月23日 - 高瀬文志郎、天文学者（+ 2015年）
- 3月25日 - 京マチ子、女優（+ 2019年）
- 3月25日 - ロバーツ・ブロッサム、アメリカ合衆国の詩人、俳優（+2011年）
- 3月27日 - サラ・ヴォーン、ジャズ歌手（+ 1990年）
- 3月27日 - 伊達三郎、俳優（+ 1991年）
- 3月27日 - 高峰秀子、女優（+ 2010年）
- 3月28日 - 邱永漢、実業家・作家・経済評論家（+ 2012年）
- 3月30日 - 徳網茂、元プロ野球選手（+ 1976年）
- 3月30日 - 高田好胤、僧侶・薬師寺124代管主　（+ 1998年）
- 3月31日 - レオ・ブスカーリア、教育学者（+ 1998年）

### 4月
- 4月1日 - 益子かつみ、漫画家（+ 1971年）
- 4月3日 - マーロン・ブランド、俳優（+ 2004年）
- 4月4日 - ギル・ホッジス、野球選手 (内野手)、監督（+ 1972年）
- 4月6日 - 飯田徳治、元プロ野球選手（南海、国鉄）・プロ野球監督（サンケイ、南海）（+ 2000年）
- 4月7日 - 團伊玖磨、作曲家（+ 2001年）
- 4月8日 - 中村政美、プロ野球選手（+ 1945年）
- 4月9日 - 村山定男、天文学者（+ 2013年）
- 4月11日 - 三木のり平、コメディアン・俳優・演出家（+ 1999年）
- 4月11日 - ブルース・C・ヘーゼン、海洋学者（+ 1977年）
- 4月13日 - 吉行淳之介、小説家（+ 1994年）
- 4月15日 - 荒川昇治、元プロ野球選手（+ 1997年）
- 4月15日 - 海原小浜、漫才師（海原お浜・小浜）（+ 2015年）
- 4月15日 - ネヴィル・マリナー、指揮者・ヴァイオリニスト(+ 2016年)
- 4月17日 - 藤城清治、影絵作家
- 4月22日 - 谷田比呂美、元プロ野球選手
- 4月23日 - 川上宗薫、小説家（+ 1985年）
- 4月23日 - 木塚忠助、元プロ野球選手（+ 1987年）
- 4月25日 - 天保義夫、元プロ野球選手（+ 1999年）
- 4月26日 - ヘンリー・マンシーニ、作曲家（+ 1994年）
- 4月29日 - 安倍晋太郎、衆議院議員（+ 1991年）
- 4月29日 - 干場一夫、元プロ野球選手 （+ 2013年）
- 4月29日 - 大崎欣一、プロ野球選手
- 4月30日 - 岩田正、歌人（+ 2017年）

### 5月
- 5月1日 - グレゴイール・カイバンダ、ルワンダの政治家（+ 1976年）
- 5月3日 - 松本忠繁、プロ野球選手
- 5月10日 - 清水喜一郎、プロ野球選手（+ 1964年）
- 5月12日 - ミケーレ・グレコ、シチリア・マフィアのボス。（+ 2008年）
- 5月20日 - 相田みつを、詩人・書家（+ 1991年）
- 5月22日 - シャルル・アズナブール、歌手（+ 2018年）
- 5月22日 - 林直明、元プロ野球選手
- 5月22日 - 荒田吉明、金属工学者（+ 2018年）
- 5月24日 - 小松原博喜、元プロ野球選手（+ 1965年）
- 5月28日 - 鬼頭勝治、プロ野球選手
- 5月29日 - 木村保久、元プロ野球選手（+ 2015年）

### 6月
- 6月2日 - 小川善治、元プロ野球選手（+ 1987年）
- 6月2日 - 飯干晃一、作家（+ 1996年）
- 6月7日 - ドナルド・デービス、計算機科学研究者（+ 2000年）
- 6月10日 - 磯田憲一、元プロ野球選手（+ 2002年）
- 6月12日 - ジョージ・H・W・ブッシュ、第41代米大統領（+ 2018年[6]）
- 6月14日 - 長島甲子男、プロ野球選手（+ 2009年）
- 6月17日 - 阪田清春、プロ野球選手（+ 1987年）
- 6月18日 - 芦野宏、シャンソン歌手（+ 2012年）
- 6月18日 - ジョージ・マイカン、元バスケットボール選手（+ 2005年）
- 6月18日 - 姫野好治、元プロ野球選手
- 6月19日 - 広沢栄、脚本家（+ 1996年）
- 6月25日 - シドニー・ルメット、映画監督（+ 2011年[7]）
- 6月25日 - 丹阿弥谷津子、女優
- 6月25日 - 獅子てんや、元漫才師（獅子てんや・瀬戸わんや）(+ 2014年？)
- 6月26日 - 三木鮎郎、ジャズ評論家・司会者（+ 1997年）

### 7月
- 7月3日 - S・R・ナザン、シンガポール共和国第6代大統領（+ 2016年）
- 7月4日 - 浅井守、プロ野球選手
- 7月5日 - ヤーノシュ・シュタルケル、チェリスト（+ 2013年）
- 7月9日 - レナード・ペナリオ、ピアニスト（+ 2008年）
- 7月10日 - ボボ・ブラジル、プロレスラー（+ 1998年）
- 7月17日 - 金山明、画家、芸術家 （+ 2006年）
- 7月18日 - 草柳大蔵、評論家・ノンフィクション作家（+ 2002年）
- 7月26日 - 伊藤健一、プロ野球選手
- 7月27日 - 塩田丸男、作家・評論家
- 7月30日 - 田名網英二、プロ野球選手（+ 1988年）
- 7月30日 - 石川尚任、プロ野球選手

### 8月
- 8月2日 - ジェイムズ・ボールドウィン、作家（+ 1987年）
- 8月3日 - レオン・ユリス、脚本家（+ 2003年）
- 8月3日 - カール・ゴッチ、プロレスラー（+ 2007年）
- 8月7日 - 伊藤久哉、俳優（+ 2005年）
- 8月10日 - ジャン＝フランソワ・リオタール、思想家（+ 1998年）
- 8月12日 - 白髪一雄、抽象画家 （+ 2008年）
- 8月14日 - ジョルジュ・プレートル、指揮者（+ 2017年）
- 8月15日 - ロバート・ボルト、劇作家・脚本家（+ 1995年）
- 8月20日 - 仲川翠、プロ野球選手（+ 2005年）
- 8月22日 - 富樫淳、元プロ野球選手（+ 1986年）
- 8月22日 - 岩瀬剛、プロ野球選手
- 8月23日 - エフライム・キション、作家（+ 2005年）
- 8月23日 - ロバート・ソロー、経済学者（+ 2023年）
- 8月23日 - ドクトル・チエコ、医師・医事評論家（+ 2010年）
- 8月25日 - 宮下信明、元プロ野球選手（+ 2005年）
- 8月25日 - 増村保造、映画監督（+ 1986年）
- 8月29日 - コンスエロ・ベラスケス、作曲家・ピアニスト（+ 2005年）
- 8月30日 - アレクサンドル・ロバノフ、芸術家（+ 2003年）

### 9月
- 9月2日 - ダニエル・アラップ・モイ、第2代ケニア大統領 (+ 2020年)
- 9月3日 - 榎原好、元プロ野球選手（+ 1998年）
- 9月4日 - ジョーン・エイケン、児童文学作家（+ 2004年）
- 9月9日 - 永井陽之助、政治学者（+ 2008年）
- 9月9日 - 荻島秀夫、プロ野球選手（+ 2012年）
- 9月9日 - 渡辺一衛、プロ野球選手
- 9月10日 - テッド・クルズースキー、野球選手 (一塁手)（+ 1988年）
- 9月11日 - 吉田比砂子、児童文学作家
- 9月13日 - 黒田一博、元プロ野球選手（+ 2007年）
- 9月13日 - 小田切進、文芸評論家（+ 1992年）
- 9月14日 - 今西錬太郎、元プロ野球選手
- 9月16日 - ローレン・バコール、女優（+ 2014年）
- 9月17日 - 八木進、プロ野球選手（+ 戦死）
- 9月21日 - 綱淵謙錠、小説家・随筆家（+ 1996年）
- 9月27日 - バド・パウエル、ジャズピアニスト（+ 1966年）
- 9月28日 - マルチェロ・マストロヤンニ、俳優（+ 1996年）
- 9月28日 - 溝田繁、俳優（+ 2017年）
- 9月30日 - トルーマン・カポーティ、小説家（+ 1984年）
- 9月30日 - 成瀬昌彦、俳優・演出家（+ 1997年）
- 9月30日 - 広瀬正、サックス奏者、SF小説家（+ 1972年）

### 10月
- 10月1日 - ジミー・カーター、第39代米大統領　（+ 2024年）
- 10月1日 - 乙羽信子、女優（+ 1994年）
- 10月4日 - チャールトン・ヘストン、俳優（+ 2008年）
- 10月6日 - 石橋政嗣、政治家、第9代日本社会党委員長（+ 2019年）
- 10月7日 - 河文雄、元プロ野球選手（+ 1991年）
- 10月7日 - 藤原鉄之助、プロ野球選手（+ 2002年）
- 10月8日 - 土屋雅敬、元プロ野球選手（+ 2023年）
- 10月9日 - 春日八郎、歌手（+ 1991年）
- 10月9日 - レギナ・スメンジャンカ、ピアニスト（+ 2011年）
- 10月10日 - エド・ウッド、映画監督（+ 1978年）
- 10月15日 - 玉川良一、俳優・声優・コメディアン（+ 1992年）
- 10月15日 - リー・アイアコッカ、実業家、元クライスラー社長（+ 2019年）
- 10月19日 - 東恵美子、女優（+ 2010年）
- 10月22日 - 小田滋、法学者
- 10月26日 - ヨハンナ・マルツィ、ヴァイオリニスト（+ 1979年）

### 11月
- 11月1日 - 太田美實、医師・馬主（+ 2015年[8]）
- 11月1日 - バジル・バーンステイン、社会学者・言語学者（+ 2000年）
- 11月3日 - 山崎豊子、小説家（+ 2013年）
- 11月9日 - ロバート・フランク、写真家（+ 2019年[9]）
- 11月9日 - 逢沢譲、撮影監督（+ 2012年）
- 11月9日 - 眞鍋理一郎、作曲家（+ 2015年）
- 11月13日 - 木村資生、集団遺伝学者（+ 1994年）
- 11月14日 - 力道山、プロレスラー・元力士（+ 1963年）
- 11月14日 - 鈴木登紀子、料理研究家（+ 2020年）
- 11月20日 - ブノワ・マンデルブロ、数学者（+ 2010年）
- 11月21日 - クリストファ・トールキン、J・R・R・トールキン作品編者（+ 2020年）
- 11月22日 - 青田昇、元プロ野球選手（+ 1997年）
- 11月23日 - 川畑博、元プロ野球選手
- 11月24日 - レオニード・コーガン、ヴァイオリニスト（+ 1982年）
- 11月25日 - 吉本隆明、文芸批評家・詩人・哲学者（+ 2012年）
- 11月25日 - 岩崎久太郎、プロ野球選手
- 11月26日 - ジョージ・シーガル、彫刻家・画家（+ 2000年）
- 11月30日 - 塚本悦郎、元プロ野球選手（+ 2014年）

### 12月
- 12月2日 - 多田道太郎、フランス文学者・評論家（+ 2007年）
- 12月3日 - ジョン・バッカス、計算機科学者（+ 2007年）
- 12月4日 - フランク・プレス、地球物理学者 (+ 2020年)
- 12月6日 - 鶴田浩二、俳優（+ 1987年）
- 12月7日 - 河竹登志夫、演劇学者（+ 2013年）
- 12月11日 - チャールズ・バックマン、計算機科学者（+ 2017年）
- 12月13日 - 小倉昌男、実業家、ヤマト運輸社長（+ 2005年）
- 12月23日 - 山口信夫、実業家、第17代 日商会頭（+ 2010年）
- 12月25日 - ノエル・リー、ピアニスト・作曲家（+ 2013年）
- 12月25日 - 岡本敦郎、歌手（+ 2012年）

## 死去
- 1月4日 - アルフレート・グリュンフェルト、ピアニスト・作曲家（*1852年）
- 1月11日 - 髙見山酉之助、明治時代の大相撲力士・元関脇（*1873年）
- 1月14日 - ゲザ・ジチー、作曲家・ピアニスト（*1849年）
- 1月21日 - ウラジーミル・レーニン、政治家、革命家（*1870年）
- 2月3日 - ウッドロウ・ウィルソン[10]、第28代米国大統領（*1856年）
- 2月13日 - 杉浦重剛、教育者・思想家（*1855年）
- 2月13日 - 吉本吉兵衛、吉本興業創業者（*1886年）
- 3月20日 - フェルナン・コルモン、画家（*1845年）
- 3月29日 - チャールズ・ヴィリアーズ・スタンフォード、作曲家（*1852年）
- 4月26日 - ヨーゼフ・ラーボア、作曲家・ピアニスト（*1842年）
- 5月4日 - イーディス・ネズビット、児童文学作家（*1858年）
- 5月16日 - キャンディ・カミングス、メジャーリーガー（* 1848年）
- 5月25日 - リューボフ・ポポーワ、美術家・画家（*1889年）
- 5月26日 - ヴィクター・ハーバート、音楽家（*1859年）
- 6月2日 - ジェイ・ヒューズ、メジャーリーガー（* 1874年）
- 6月3日 - フランツ・カフカ、小説家（*1883年）
- 6月8日 - ジョージ・マロリー、登山家（*1886年）
- 6月11日 - テオドール・デュボワ、作曲家（*1837年）
- 7月2日 - 松方正義、第4・6代内閣総理大臣（*1835年）
- 7月2日 - ジェスロ・ティール、地質学者（*1849年）
- 7月15日 - 黒田清輝、画家（*1866年）
- 7月31日 - 後藤房之助、八甲田雪中行軍遭難事件の生存者の一人、村会議員（*1879年）
- 8月3日 - ジョゼフ・コンラッド、小説家（*1857年）
- 8月15日 - 郡司成忠、海軍軍人・探検家（*1860年）
- 8月17日 - パウル・ナトルプ、思想家（*1854年）
- 8月19日 - フェルディナン・シュヴァル、理想宮の建設で知られる郵便配達人（*1836年）
- 9月15日 - ヴィルヘルム・ルー、発生学者（*1850年）
- 9月15日 - フランク・チャンス、メジャーリーガー（*1877年）
- 9月17日 - ジョン・マーチン・シェバーリ、天文学者（*1853年）
- 9月25日 - 國見山悦吉、明治時代の大相撲力士・元大関（*1876年）
- 10月9日 - ジェイク・ドーバート、メジャーリーガー（* 1884年）
- 10月10日 - ハルトフ・ハンバーガー、プロ野球選手（*1887年）
- 10月12日 - アナトール・フランス、小説家（*1844年）
- 11月4日 - ガブリエル・フォーレ、作曲家（*1845年）
- 11月8日 - セルゲイ・リャプノフ、作曲家・ピアニスト（*1859年）
- 11月29日 - ジャコモ・プッチーニ、作曲家（*1858年）
- 10月26日 - 今村勤三、衆議院議員（*1851年）
- 11月17日 - 清水宇助、海軍主計中将（*1875年）
- 12月6日 - 手塚正次、衆議院議員（*1849年）
- 12月8日 - 山村暮鳥、詩人（*1884年）
- 12月11日 - 品川弥一、子爵
- 12月12日 - 青木宣純、陸軍中将（*1859年）
- 12月16日 - 遠藤剛太郎、鉄道院理事
- 12月19日 - 山崎謙三、海軍少佐
- 12月24日 - 中村彝、画家（*1887年）
- 12月26日 - 調所恒徳、貴族院議員
- 12月28日 - レオン・バクスト、画家・舞台美術家（*1866年）
- 12月29日 - 大井方太郎、工学博士、錦鶏間祗候
- 12月31日 - 富岡鉄斎、日本画家（*1837年）

## ノーベル賞
- 物理学賞 - マンネ・シーグバーン（スウェーデン）
- 化学賞 - 該当者なし
- 生理学・医学賞 - ウィレム・アイントホーフェン（オランダ）
- 文学賞 - ヴワディスワフ・レイモント（ポーランド）
- 平和賞 - 該当者なし